# Бешеные скачки
«Бешеные скачки» (англ. Racing Stripes) — комедия 2005 года, совместного производства США и ЮАР. Для бельгийского режиссёра Фредерика Дю Чау этот фильм — первая работа в игровом кино: до того он снимал лишь анимационные ленты.

## Сюжет
Маленький жеребёнок-зебра выпал из фургона бродячего цирка на просёлочной дороге в грозу… Так жеребёнок Полосик попадает в Кентукки на ферму Ноллана Уолша, у которого есть дочь Ченнинг. При помощи Ченнинг  Полосик становится «скаковой лошадью» (точнее, так считают он сам и дочь фермера, которая мечтает стать жокеем). И всё же этот тренированный отпрыск зебры выйдет-таки на престижные скачки, проводимые в штате Кентукки, а Ченнинг осуществит свою мечту.

## В ролях
| Актёр              | Роль                             |
| ------------------ | -------------------------------- |
| Брюс Гринвуд       | Нолан Уолш                       |
| Хейден Панеттьере  | Ченнинг Уолш                     |
| Фрэнки Муниз       | зебра Полосик (голос)            |
| Уэнди Мэлик        | Клара Далримпл                   |
| Майкл Эммет Уолш   | Вудзи                            |
| Гарри Буллок       | Джон Купер                       |
| Вупи Голдберг      | коза Френни (голос)              |
| Дастин Хоффман     | пони Таккер (голос)              |
| Майкл Кларк Дункан | жеребец Клайнсдейла (голос)      |
| Мэнди Мур          | кобыла Сэнди (голос)             |
| Джо Пантолиано     | пеликан Гусь (голос)             |
| Снуп Догг          | ищейка Лайтенинг (голос)         |
| Дженсен Панеттьере | маленький Полосик (голос)        |
| Джесс Харнелл      | второстепенные персонажи (голос) |